# Bühlertann
Bühlertann là một xã ở huyện Schwäbisch Hall trong bang Baden-Württemberg thuộc nước Đức.